# Polžický modřín
Polžický modřín byl památný strom u Horních Polžic nedaleko Bezdružic. Přibližně stodvacetiletý modřín opadavý (Larix decidua) rostl samostatně na rozcestí, v nadmořské výšce 600 m. V roce 2001 přišel strom o vrcholovou část rozložité nepravidelné koruny. Obvod jeho kmene byl 352 cm (měření 2003) a výška přibližně 18 m. Chráněn byl od roku 1981 do roku 2019 jako krajinná dominanta.

## Zánik
V červenci 2019 bylo provedeno místní šetření stavu stromu. Bylo konstatováno výrazné zhoršení zdravotního stavu, silné narušení stability, odumírání stromu a proto byla právní ochrana památného stromu s účinností od 4. září 2019 zrušena.